# GPR88
GPR88 (англ. G protein-coupled receptor 88) – білок, який кодується однойменним геном, розташованим у людей на короткому плечі 1-ї хромосоми.  Довжина поліпептидного ланцюга білка становить 384 амінокислот, а молекулярна маса — 40 246.
| 10         |  | 20         |  | 30         |  | 40         |  | 50         |
| ---------- |  | ---------- |  | ---------- |  | ---------- |  | ---------- |
| MTNSSSTSTS |  | STTGGSLLLL |  | CEEEESWAGR |  | RIPVSLLYSG |  | LAIGGTLANG |
| MVIYLVSSFR |  | KLQTTSNAFI |  | VNGCAADLSV |  | CALWMPQEAV |  | LGLLPTGSAE |
| PPADWDGAGG |  | SYRLLRGGLL |  | GLGLTVSLLS |  | HCLVALNRYL |  | LITRAPATYQ |
| ALYQRRHTAG |  | MLALSWALAL |  | GLVLLLPPWA |  | PRPGAAPPRV |  | HYPALLAAAA |
| LLAQTALLLH |  | CYLGIVRRVR |  | VSVKRVSVLN |  | FHLLHQLPGC |  | AAAAAAFPGA |
| QHAPGPGGAA |  | HPAQAQPLPP |  | ALHPRRAQRR |  | LSGLSVLLLC |  | CVFLLATQPL |
| VWVSLASGFS |  | LPVPWGVQAA |  | SWLLCCALSA |  | LNPLLYTWRN |  | EEFRRSVRSV |
| LPGVGDAAAA |  | AVAATAVPAV |  | SQAQLGTRAA |  | GQHW       |  |            |

A: Аланін

C: Цистеїн

D: Аспарагінова кислота

E: Глутамінова кислота

F: Фенілаланін

G: Гліцин

H: Гістидин

I: Ізолейцин

K: Лізин

L: Лейцин

M: Метіонін

N: Аспарагін

P: Пролін

Q: Глутамін

R: Аргінін

S: Серин

T: Треонін

V: Валін

W: Триптофан

Кодований геном білок за функціями належить до рецепторів, g-білокспряжених рецепторів, білків внутрішньоклітинного сигналінгу. 
Локалізований у клітинній мембрані, цитоплазмі, ядрі, мембрані.